# Isla de Santo Amaro
La isla de Santo Amaro (en portugués: Ilha de Santo Amaro) es una isla de la costa atlántica de Brasil que tiene una superficie de 143 km² y está situada en el centro de la costa del estado de Sao Paulo, al noreste de la isla de São Vicente y en el norte de la bahía de Santos. En su territorio se encuentra la ciudad de Guarujá. En el río que la separa de la isla de São Vicente se construyó el puerto de Santos, uno de los más grandes del mundo.
El acceso a tierra firme es a través de un puente en la carretera Piaçaguera-Guarujá y el cruce Santos-Guarujá que une la isla de Santo Amaro y el distrito de Ponta da Praia, en la ciudad de Santos. También hay transbordadores para el transporte en Bertioga. Además de estos hay un servicio de transporte de viajeros por barco con una capacidad de decenas de pasajeros que parten de un terminal en el puerto, junto a la aduana de Santos y Vicente de Carvalho. Embarcaciones pequeñas también llevan pasajeros en menor cantidad.